# Henrik Otto Donner
Henrik Otto Donner (* 16. November 1939 in Tampere; † 26. Juni 2013 in Jakobstad) war ein finnischer Komponist und Jazzmusiker.

## Werdegang
Donner studierte an der Sibelius-Akademie bei Joonas Kokkonen und Nils-Eric Fougstedt. Anfang der 1960er Jahre war er in Wien Schüler von György Ligeti. Elektronische Musik studierte er bei Gottfried Michael Koenig und am Siemens-Studio für elektronische Musik in München.
Donner gilt als einer der entschiedensten Vertreter der avantgardistischen und experimentellen Musik in Finnland. In den 1960er Jahren trat er mit einer Reihe musikalischer Happenings hervor: dem Street Piece Helsinki (einem Straßenhappening, 1963), dem Pasila Piece (einem Fernseh-Happening, 1963) und Studio Sleeper (einem Radio-Happening, 1963). In dem Stück Ideogramme I (1962) kombinierte er zwölf Radios mit einem Instrumentalensemble aus Flöte, Klarinette, Posaune und Schlagzeug. Ideogramme II ist eine Komposition für Tonband und Instrumente. In seinen Sechs Bagatellen für Streichquartett werden die Aktionen der Musiker zwischen den Stücken Teil der Komposition. Sein Streichquartett von 1970 endet mit einem Aphorismus Lenins, von einem Bariton vorgetragen.
Daneben wirkte Donner als Jazztrompeter und -komponist. Er leitete die Gruppe Free for All, spielte mit Juhani Aaltonen und arrangierte für M. A. Numminen. Im Bereich des Jazz war er 1965 bis 2012 bei 17 Aufnahmesessions beteiligt. Außerdem komponierte er über 50 Filmmusiken, u. a. für Eino Ruutsalos Two Birds, und war einer der Gründer des finnischen Labels Love Records, auf dem vor allem Prog Rock und Fusionjazz veröffentlicht wurde.

## Werke
- Ideogramme I, 1962
- Street Piece Helsinki, Straßenhappening, 1963
- Pasila Piece, Fernseh-Happening, 1963
- Studio Sleeper, Radio-Happening, 1963
- Ideogramme II, 1963
- Sechs Bagatellen für Streichquartett, 1965
- Musik zum Film Tannenzapfen unter dem Rücken, 1966
- Streichquartett, 1970
- The Spirit of the Valley, Orchestersuite, 1987
- Tyst musik für Stimme und Klavier, 1992
- Amalia, Oper, 2000